# 薩瓦盧
7°56′N 1°58′E / 7.933°N 1.967°E

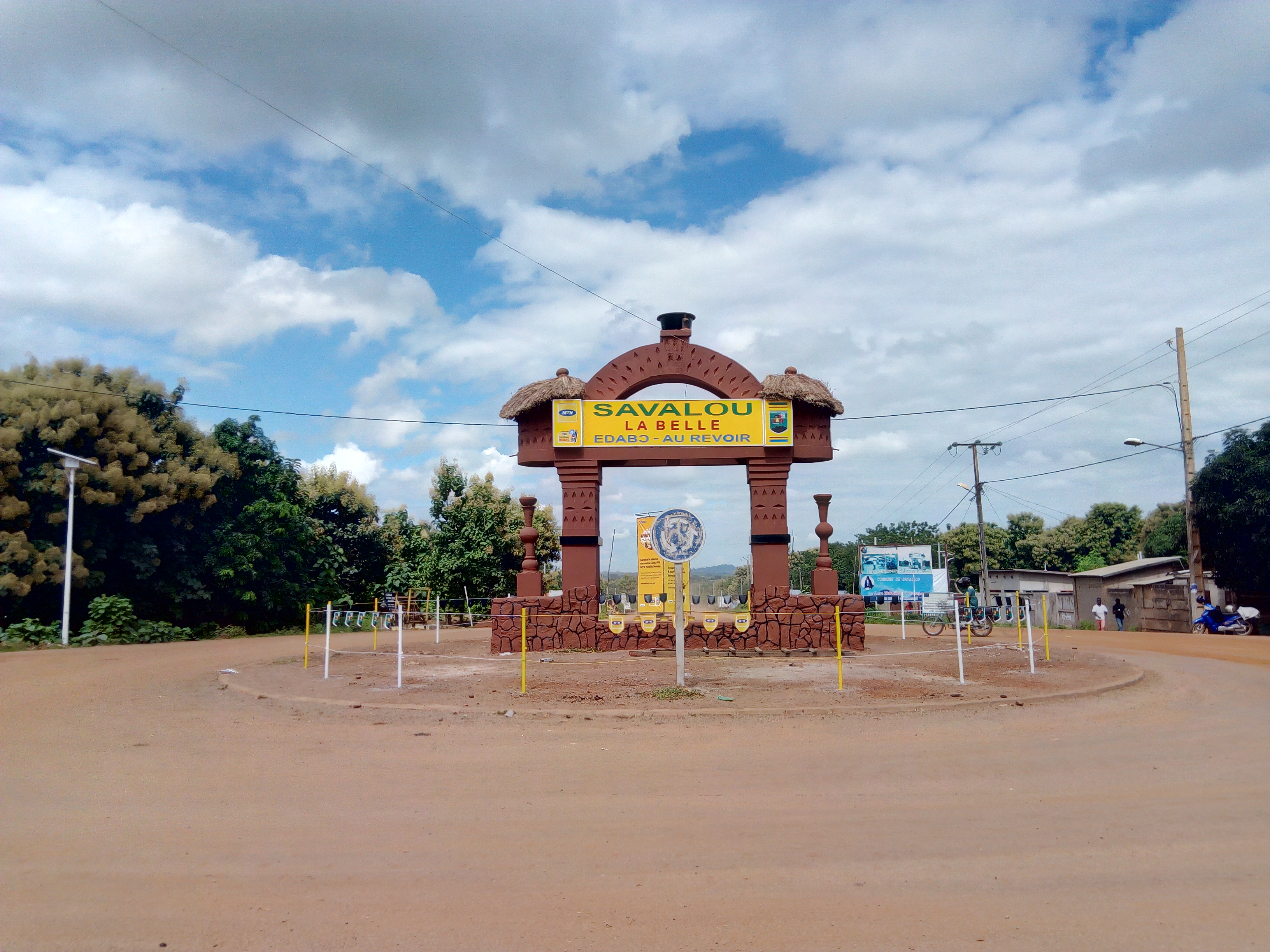
薩瓦盧的入口

薩瓦盧（法語：Savalou）是貝寧的城鎮，位於該國中南部，由丘陵省負責管轄，面積2,674平方公里，海拔高度227米，2012年該城鎮人口35,433，人口密度每平方公里13人。